# Gare de Bouy
La gare de Bouy est une gare ferroviaire française de la ligne de Châlons-en-Champagne à Reims-Cérès, située sur le territoire de la commune de Bouy, dans le département de la Marne en région Grand Est.
C'était une halte voyageurs de la Société nationale des chemins de fer français (SNCF) desservie par des trains TER Grand Est.

## Situation ferroviaire
Établie à 113 mètres d'altitude, la gare de Bouy est située au point kilométrique (PK) 190,611 de la ligne de Châlons-en-Champagne à Reims-Cérès, entre les gares de Mourmelon-le-Petit et Saint-Hilaire-au-Temple.

## Histoire
Elle a connu un temps de gloire en desservant les hangars d'aviation des sociétés Farman, Voisin, Antoinette au début de l'aviation. C'était l'entrée aéronautique du Camp de Châlons.

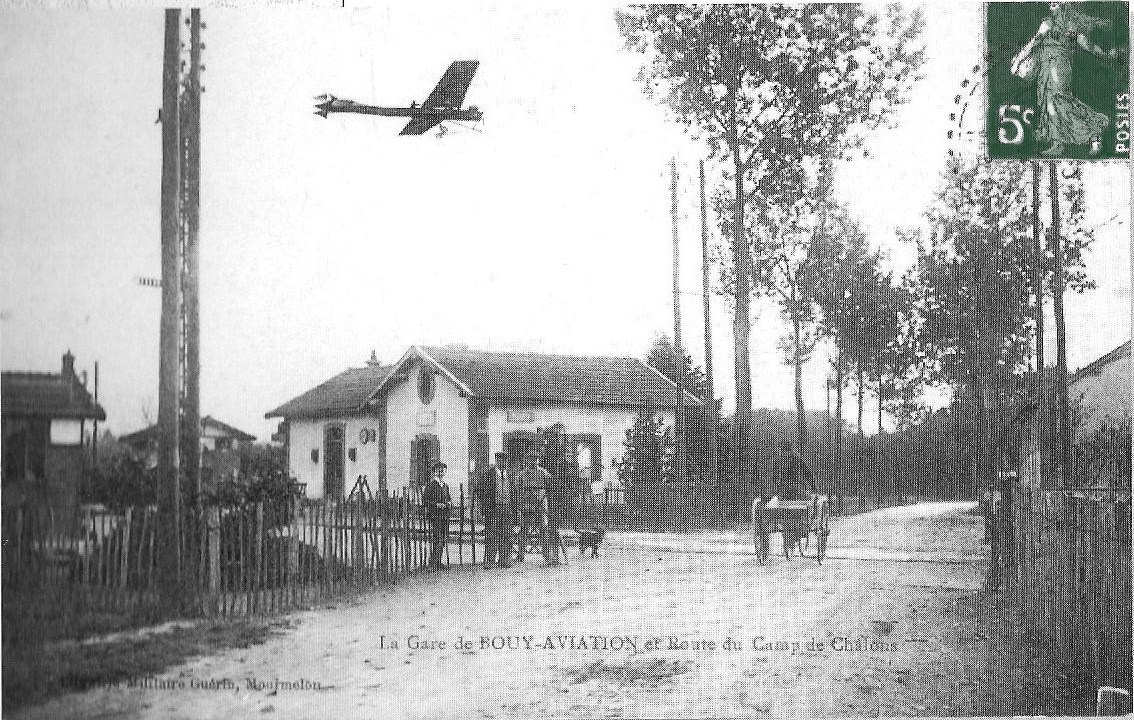
La gare de Bouy aviation survolée par une Antoinette.

## Fréquentation
Selon les estimations de la SNCF, la fréquentation annuelle de la gare figure dans le tableau ci-dessous.
|                     | 2019 | 2018 | 2017  | 2016 | 2015 |
| ------------------- | ---- | ---- | ----- | ---- | ---- |
| Nombre de voyageurs | 778  | 889  | 1 262 | 964  | 908  |

## Service des voyageurs

### Accueil
Arrêt Routier , c'était un point d'arrêt non géré (PANG) à entrée libre.

### Desserte
Bouy était desservie par les trains TER Grand Est de la relation Reims - Châlons-en-Champagne.

### Intermodalité
Le stationnement des véhicules est possible à proximité.